# Аль-Іттіхад (Алеппо)
«Аль-Іттіхад» (араб. الاتحاد حلب) — сирійський футбольний клуб з міста Алеппо. Утворений 20 липня 1949 року, під ім'ям «Аль-Ахлі», свою теперішню назву носить з 1972 року. Домашні матчі проводить на арені «Алеппо Інтернешнл Стедіум», що вміщає 75 000 глядачів. На цей момент виступає в Премє'р-лізі, найсильнішому дивізіоні Сирії. «Аль-Іттіхад» шість разів перемагав у чемпіонаті Сирії та дев'ять разів вигравав національний кубок, що робить його одним з найбільш титулованих клубів Сирії. «Аль-Іттіхад» є постійним учасником азійських клубних турнірів, а 2010 року клуб домігся головної перемоги у своїй історії перемігши у другому за значимістю азійському клубному турнірі Кубку АФК.

## Досягнення
- Чемпіон Сирії (7) : 1967, 1968, 1977, 1993, 1995, 2005, 2025.
- Володар Кубка Сирії (10) : 1966, 1973, 1982, 1984, 1985, 1994, 2005, 2006, 2011, 2022.
- Володар Кубка АФК (1) : 2010.